# Élection à la direction des Libéraux-démocrates de 2020
L'élection à la direction des Libéraux-démocrates de 2020 a eu lieu du 30 juillet au 27 août 2020, pour élire le nouveau chef de file du parti, après la défaite personnelle de Jo Swinson dans sa circonscription lors des élections générales de 2019. Pour diriger le parti, il faut impérativement être député comme l'exigent les statuts du parti, or la condition n'est plus remplie pour Jo Swinson. 
Edward Davey et Mark Pack dirigent par intérim le parti jusqu'à l'élection d'un nouveau dirigeant.
L'élection est retardée en raison de la pandémie de Covid-19. Initialement prévue pour juillet, elle est reportée en mai 2020 avant de se tenir finalement en août 2020. C'est Edward Davey qui sort vainqueur de la consultation face à Layla Moran.

## Résultats
| Candidat      | Candidat      | Voix          | %    |
| ------------- | ------------- | ------------- | ---- |
|               | Edward Davey  | 42 756        | 63,5 |
|               | Layla Moran   | 24 564        | 36,5 |
| Exprimés      | Exprimés      | 67 320        | 100  |
| Participation | Participation | Participation | 57,1 |